# Auchel
Auchel is een gemeente in het Franse departement Pas-de-Calais (regio Hauts-de-France) en telde op 1 januari 2022 10.124 inwoners, die Auchellois worden genoemd. De plaats maakt deel uit van het arrondissement Béthune.
In de gemeente ligt de militaire begraafplaats Auchel Communal Cemetery.

## Geografie
De oppervlakte van Auchel bedroeg op 1 januari 2022 6 vierkante kilometer; de bevolkingsdichtheid was toen 1.687,3 inwoners per km². De gemeente ligt aan de D916.

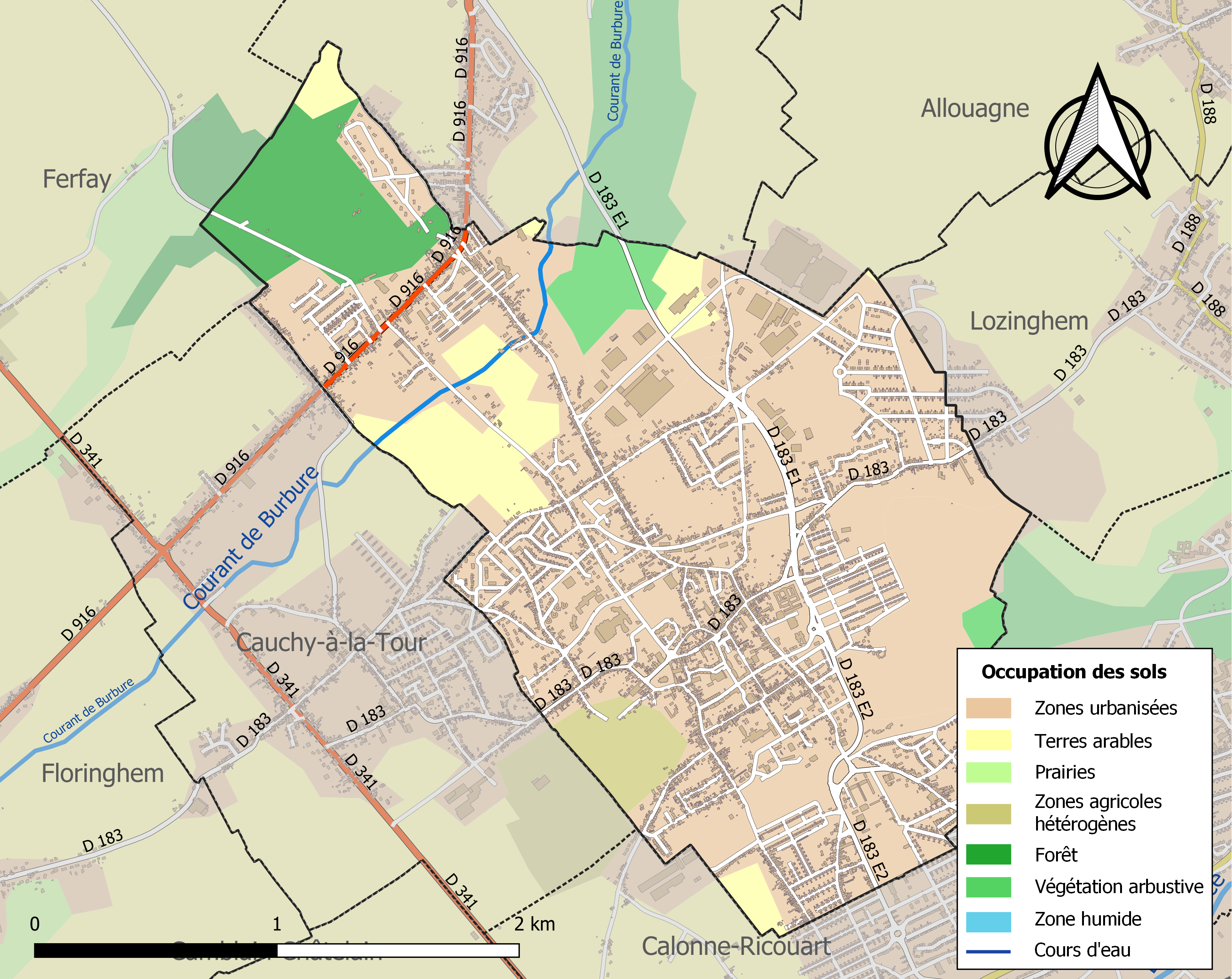
Kaart van de gemeente met belangrijkste infrastructuur, bodemgebruik en omliggende gemeenten

## Geschiedenis
In 1851 werd in de Auchelse ondergrond steenkool ontdekt. De ontginning ervan leidde tot een snelle bevolkingsgroei tot 15.000 rond 1950. Na de sluiting van de mijn daalde de bevolking weer, ondanks pogingen om voor vervangende werkgelegenheid te zorgen.

## Demografie
Onderstaande figuur toont het verloop van het inwonertal (bron: INSEE-tellingen).

## Geboren
- Xavier Beauvois (1967), filmregisseur
- Pierre Laigle (1970), voetballer

## Partnerstad
- Letmathe (Duitsland), 1966-1975)
- Iserlohn (Duitsland), sinds 1975